# 伦弗鲁郡
伦弗鲁郡，是英国苏格兰32个一级行政区之一。虽然面积很小，但是地处苏格兰第一大城市格拉斯哥西南，人口密集，交通繁忙。面积261平方（101平方英里），人口173,900（2013年）。地方行政中心在佩斯利（Paisley）。
历史上的伦弗鲁郡的行政中心在伦弗鲁镇，其范围远远超过现在，包括如今的因弗克莱德和东伦弗鲁郡。